# Velichov (Žatec)
Velichov (německy Welchau) je část města Žatec v okrese Louny. Nachází se na severu Žatce. Prochází tudy železniční trať Praha – Chomutov s odbočkou Velichov a silnice I/27. V roce 2011 zde trvale žilo 87 obyvatel.
Velichov leží v katastrálním území Velichov u Žatce o rozloze 4,45 km². V katastrálním území Velichov u Žatce leží i Záhoří.

## Historie
První písemná zmínka pochází z roku 1382, kdy zemřel žatecký měšťan Míka, který měl ve Velichově majetek. V roce 1391 věnoval jiný žatecký měšťan Otlin ze svého majetku ve Velichově kopu grošů na údržbu věčného světla v žateckém kostele. V 16. století až do bitvy na Bílé Hoře jsou osudy Velichova spjaty s rodem žateckých patricijů Hošťálků z Javořice. Od roku 1583 zde hospodařil žatecký primátor Maxmilián Hošťálek. V roce 1623 koupili Velichov mostečtí měšťané Muk a Schön. Později Velichov vlastnila rodina Müllachů, od níž ji v roce 1728 koupilo město Žatec. To v roce 1781 prodalo pozemky velichovským obyvatelům.

## Obyvatelstvo
Při sčítání lidu v roce 1921 zde žilo 174 obyvatel (z toho 75 mužů), z nichž bylo 35 Čechoslováků a 139 Němců. Kromě jednoho evangelíka a jednoho člena církve československé byli římskými katolíky. Podle sčítání lidu z roku 1930 měla vesnice 163 obyvatel: padesát Čechoslováků a 113 Němců. Až na devět evangelíků se všichni hlásili k římskokatolické církvi.
|                                                                      | 1869 | 1880 | 1890 | 1900 | 1910 | 1921 | 1930 | 1950 | 1961 | 1970 | 1980 | 1991 | 2001 | 2011 |
| -------------------------------------------------------------------- | ---- | ---- | ---- | ---- | ---- | ---- | ---- | ---- | ---- | ---- | ---- | ---- | ---- | ---- |
| Obyvatelé                                                            | 118  | 123  | 136  | 137  | 161  | 174  | 163  | 117  | 130  | 134  | 91   | 72   | 85   | 87   |
| Domy                                                                 | 22   | 23   | 23   | 26   | 31   | 33   | 33   | 34   | .    | 32   | 28   | 33   | 31   | 35   |
| Počet domů z roku 1961 je zahrnut v celkovém počtu domů města Žatec. |      |      |      |      |      |      |      |      |      |      |      |      |      |      |

## Galerie

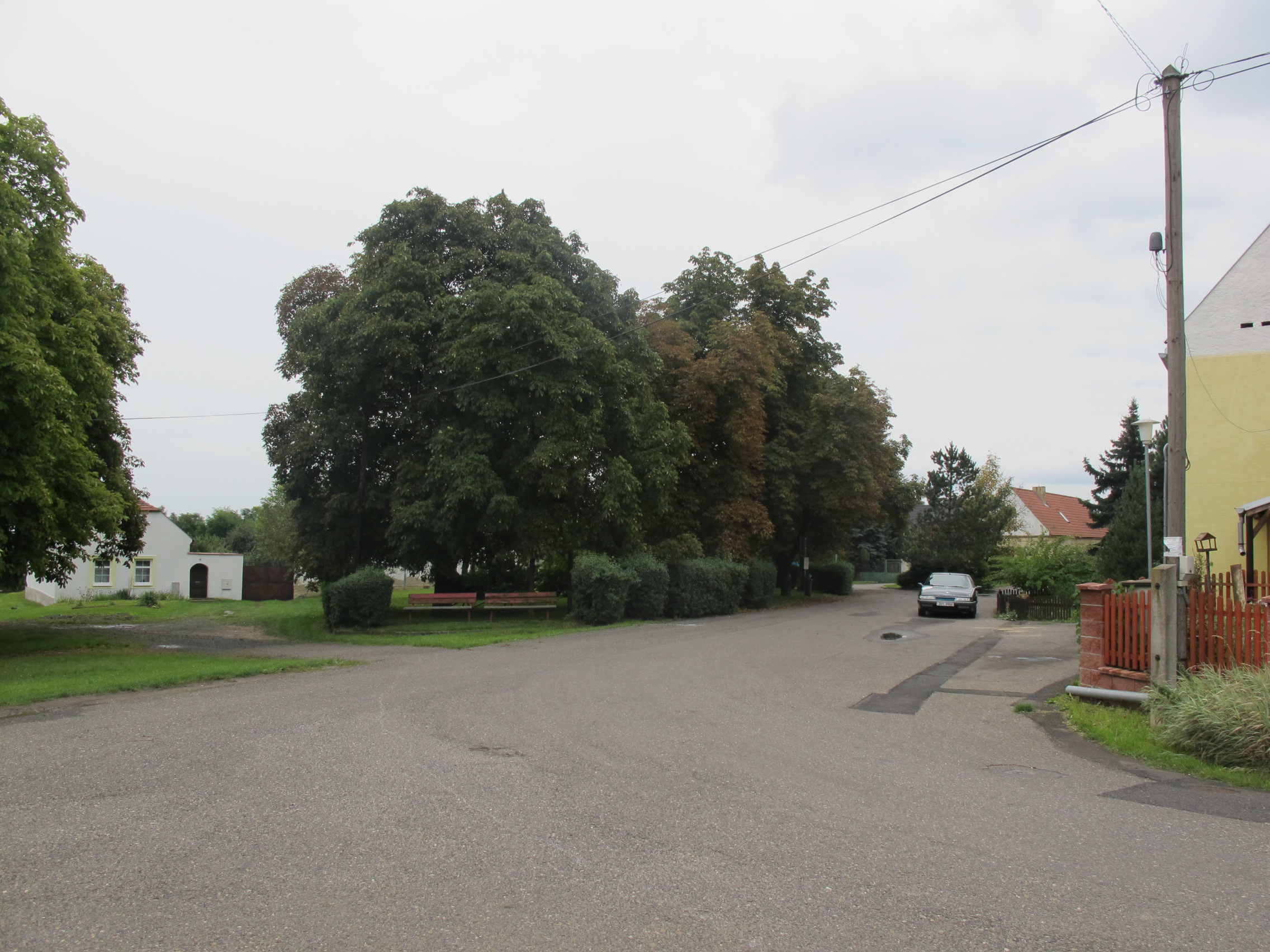
Náves
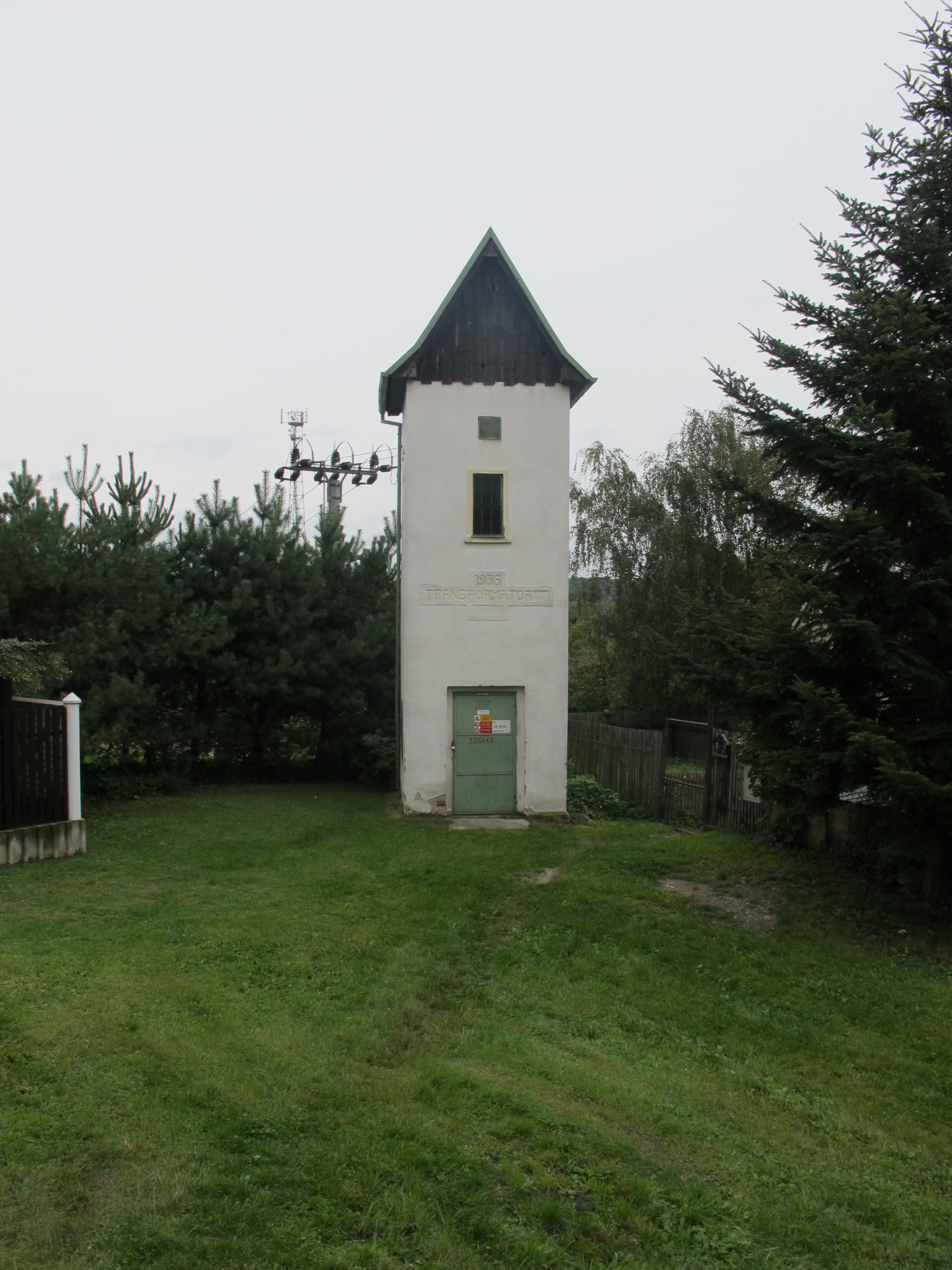
Transformátor